# Vadim Anaňjev
Vadim Petrovič Anaňjev (rusky Вадим Петрович Ананьев) (* 21. března 1959, Kujbyšev, RSFSR) je sovětský a ruský zpěvák a vedoucí sólista Akademického souboru písní a tanců Ruské armády A. V. Alexandrova. Je národním umělcem Ruské federace a členem odborné poroty 1. sezóny všeruského každoročního vokálního konkursu mezi subjekty Ruské federace „Nová hvězda“ (rusky «Новая звезда»). Má měkký lyrický tenor širokého tónového rozsahu, což mu dovoluje během posledních desetiletí být stálým sólistou písní „Kaťuša“ a „Kalinka“.

## Životopis
Vadim Petrovič Anaňjev se narodil 21. března 1959 v Kujbyševské oblasti. Otec byl zemědělským veterinářem, matka kuchařkou. S vyznamenáním ukončil hudební školu klavírní třídy. V letech 1977–1979 vykonával povinnou vojenskou službu v raketových oddílech strategického zaměření v Bělorusku, v časech ve kterých hrál v dechové kapele.
Poté ukončil dirigentsko-sborové oddělení Kazanského státního institutu umění. Vadim Anaňjev byl sólistou v Joškar-Olinském hudebním divadle, ale v roce 1984 pokračoval v profilové výuce a postoupil do Státního hudebně-pedagogického institutu (nyní Ruská akademie hudby) Gněsinych, na vokální fakultě, v třídě národního umělce profesora Konstantina Pavloviče Lisovského. Dle jeho rady na podzim roku 1987 Vadim Petrovič úspěšně absolvoval konkurs výběru do Dvojnásobného držitele řádu rudé hvězdy akademického souboru písní a tanců Sovětské armády A. V. Alexandrova a v roce 1999 se stal sólistou sboru.
Ve struktuře sboru se po dobu posledních třiceti let účastnil slavnostních koncertů, turné po velkých i menších městech Ruské federace, Evropy, Asie, Ameriky, mnohokrát účinkoval v místech vojenských konfliktů posledních desetiletí – na území Jugoslávie, Čečenska a Sýrie.
V mnohých ruských i zahraničních masových informačních prostředcích byl Vadim Petrovič zmiňován jako „mistr Kalinka“ (rusky «мистер Калинка») za provedení sólového partu známé ruské písně.
V roce 2004 Vadim Petrovič zazpíval Kalinku a jiné známé písně Janu Pavlu II. na exkluzivním koncertě na počest 26 let jeho pontifikátu v Apoštolském paláci ve Vatikánu a získal vysoké ocenění výkonné dovednosti, byl vyznamenán Stříbrnou medailí Papežské rady. Po pozvání předsedy papežské rady kardinála Gianfranca Ravasiho, národní umělec Vadim Petrovič Anaňjev účast na setkání s papežem Benediktem XVI. s umělci v Sixtinské kapli, konané 21. ledna 2009. Schůzky se účastnilo 250 výtvarníků, sochařů, architektů, spisovatelů, hudebníků, zpěváků, divadelníků a režisérů celého světa.
25. prosince 2016 v souvislosti s narozením syna, neodletěl na leteckou základnu Chmejmim VKS Ruska v Sýrii, kdy letadlo havarovalo a zemřela zde velká část Akademického souboru písní a tanců Ruské armády A. V. Alexandrova.

### Rodina
Je ženatý, má čtyři děti (tři syny a dceru). Spolu s roudinou žije v Moskvě.

## Současně zpívané písně
- Kalinka (rusky Калинка)
- Kaťuša (rusky Катюша)
- Smugljanka (rusky Смуглянка)
- Taljanočka (Na slunečné pasece) (rusky Тальяночка (На солнечной поляночке))
- Solovji (rusky Соловьи)
- Ech, cesty… (rusky Эх, дороги…)
- Step i step dokola (rusky Степь да степь кругом)
- Sloužit Rusku (rusky Служить России)
- Školní valčík (rusky Школьный вальс)
- Současná verze Státní hymny Ruské federace (rusky Современная версия Государственного гимна Российской Федерации)
- Březové sny (rusky Берёзовые сны)

## Ocenění
- Zasloužilý umělec Ruské federace (2000)
- Národní umělec Ruské federace (2005)